# Christian Ordóñez
Christian Nahuel Ordóñez (ur. 24 lipca 2004 w Moreno) – argentyński piłkarz występujący na pozycji środkowego lub defensywnego pomocnika, od 2023 roku zawodnik Vélez Sarsfield.